# Frances Conroy
Frances Conroy (ur. 13 listopada 1953 w Monroe) – amerykańska aktorka filmowa i teatralna irlandzko-łotewskiego pochodzenia, która wystąpiła m.in. w filmie Joker i serialach Sześć stóp pod ziemią i American Horror Story. Laureatka Złotego Globu, sześciokrotnie nominowana do Emmy i raz do Tony.

## Życiorys
Uczyła się aktorstwa na Dickinson College i Neighborhood Playhouse School of the Theatre oraz ukończyła Juilliard School. W latach 70. występowała w grupie teatralnej The Acting Company, ponadto w 1979 roku zadebiutowała na dużym ekranie rolą cameo w filmie Woody’ego Allena Manhattan (1979). Od lat 80. występowała w drugoplanowych i epizodycznych rolach w filmach i serialach. Pojawiła się między innymi w Zapachu kobiety (1992), Bezsenności w Seattle (1993), Pokojówce na Manhattanie (2002), Kobiecie-Kot (2004), Aviatorze (2004) i Miłości w Seattle (2009). Równoległe występowała w teatrze, w 2000 roku zdobywając nominację do Nagrody Tony dla najlepszej aktorki drugoplanowej za rolę w sztuce The Ride Down Mt. Morgan.
Przełom w jej karierze nastąpił wraz z główną rolą Ruth Fisher w serialu Sześć stóp pod ziemią (2001–2005) stacji HBO, za którą zdobyła w 2004 roku Złotego Globu dla najlepszej aktorki drugoplanowej w serialu dramatycznym. Rola przyniosła jej także cztery nominacje do Emmy i trzy Nagrody Gildii Aktorów Ekranowych (jedną samodzielną i dwie jako część obsady). Sukces zdobyła również za udział w serialu American Horror Story stacji FX, gdzie od roku 2011 wcieliła się w sześć różnych postaci w siedmiu sezonach. Zdobyła dzięki niemu dwie kolejne nominacje do Emmy. Kolejną główną rolę zagrała w serialu Mgła (2017) stacji Spike TV.
Od 1992 roku jest żoną aktora Jana Munroe’a.

## Filmografia

### Filmy
| Rok  | Tytuł                                                | Rola                   | Dodatkowe informacje           |
| ---- | ---------------------------------------------------- | ---------------------- | ------------------------------ |
| 1978 | All’s Well That Ends Well                            | Diana                  | film telewizyjny               |
| 1979 | Manhattan                                            | aktorka szekspirowska  |                                |
| 1979 | Othello                                              | Desdemona              | film direct-to-video           |
| 1982 | Królewski romans Karola i Diany                      | pani Watson            | film telewizyjny               |
| 1984 | Zakochać się                                         | kelnerka               |                                |
| 1987 | LBJ: The Early Years                                 | nieznana               | film telewizyjny               |
| 1987 | Grace i Chuck                                        | Pamela                 |                                |
| 1988 | Terrorist on Trial: The United States vs. Salim Ajam | Lyn Kessler            | film telewizyjny               |
| 1988 | Pogrzeb wikinga                                      | Ruby Hanson            |                                |
| 1988 | Inna kobieta                                         | Lynn                   |                                |
| 1988 | Parszywe dranie                                      | dama z Palm Beach      |                                |
| 1989 | Zbrodnie i wykroczenia                               | właścicielka domu      |                                |
| 1991 | Billy Bathgate                                       | Mary Behan             |                                |
| 1992 | Zapach kobiety                                       | Christine Downes       |                                |
| 1993 | Przygody Hucka Finna                                 | kobieta                |                                |
| 1993 | Bezsenność w Seattle                                 | Irene Reed             |                                |
| 1994 | Developing                                           | Clare                  | film krótkometrażowy           |
| 1994 | One More Mountain                                    | Peggy Breen            | film telewizyjny               |
| 1995 | Angela                                               | matka Anne             | wymieniona jako Francis Conroy |
| 1995 | Neonowa biblia                                       | panna Scover           |                                |
| 1995 | Journey                                              | Fiona                  | film telewizyjny               |
| 1996 | Czarownice z Salem                                   | Ann Putnam             |                                |
| 1998 | Thicker Than Blood                                   | pani Byrne             | film telewizyjny               |
| 1999 | Morderstwo w małym miasteczku                        | Martha Lassiter        | film telewizyjny               |
| 2002 | Pokojówka na Manhattanie                             | Paula Burns            |                                |
| 2003 | Die, Mommie, Die!                                    | Bootsie Carp           |                                |
| 2004 | Kobieta-Kot                                          | Ophelia Powers         |                                |
| 2004 | Aviator                                              | pani Hepburn           |                                |
| 2005 | Broken Flowers                                       | Dora Anderson          |                                |
| 2005 | Troje do pary                                        | Catherine Buttersfield |                                |
| 2006 | Ira i Abby                                           | Lynn Willoughby        |                                |
| 2006 | Kult                                                 | T.H. Moss              |                                |
| 2006 | Idealny dzień                                        | Camille Bailey         | film telewizyjny               |
| 2007 | The Grand Design                                     | Frances                | film krótkometrażowy           |
| 2007 | Ciemność rusza do boju                               | panna Greythorne       |                                |
| 2008 | Hrabstwo Humboldt                                    | Rosie                  |                                |
| 2008 | Dzielny Despero                                      | Antoinette             | dubbing                        |
| 2008 | Mike Birbiglia’s Secret Public Journal               | Kathy                  | film telewizyjny               |
| 2009 | Zapach sukcesu                                       | Agnes May              |                                |
| 2009 | Za jakie grzechy                                     | Trudy Van Uuden        |                                |
| 2009 | Tylko spokojnie                                      | pani Leuchtenberger    |                                |
| 2009 | Miłość w Seattle                                     | matka Eloise           |                                |
| 2010 | Waking Madison                                       | Dolly Walker           |                                |
| 2010 | Bloodworth                                           | Julia Bloodworth       |                                |
| 2010 | Inkarnacja                                           | pani Bernberg          |                                |
| 2010 | Stone                                                | Madylyn Mabry          |                                |
| 2011 | Niezwyciężony Superman                               | Martha Kent            | dubbing; film direct-to-video  |
| 2011 | Tom i Jerry: Czarnoksiężnik z krainy Oz              | ciotka EmGlinda        | dubbing; film direct-to-video  |
| 2011 | Bad Mom                                              | Marian                 | film telewizyjny               |
| 2012 | Beautiful People                                     | Lydia                  | film telewizyjny               |
| 2013 | Sequin Raze                                          | dr Wagerstein          | film krótkometrażowy           |
| 2013 | Superman DCU: Wyzwolenie                             | Martha Kent            | dubbing; film direct-to-video  |
| 2013 | Ring of Fire                                         | Maybelle Carter        | film telewizyjny               |
| 2014 | Chasing Ghosts                                       | Dara                   |                                |
| 2014 | Abby in the Summer                                   | matka                  |                                |
| 2015 | Welcome to Happiness                                 | Claiborne              |                                |
| 2016 | No Pay, Nudity                                       | Andrea                 |                                |
| 2016 | Tom i Jerry: Powrót do krainy Oz                     | ciotka EmGlinda        | dubbing; film direct-to-video  |
| 2018 | Opowieść                                             | Jane Graham            |                                |
| 2018 | Mountain Rest                                        | Ethel                  |                                |
| 2019 | Joker                                                | Penny Fleck            |                                |
| 2019 | James vs. His Future Self                            | doktor Rowley          |                                |
| 2021 | Psie pazury                                          | starsza pani           |                                |

### Seriale
| Rok       | Tytuł                                 | Rola                           | Odcinki                                          | Dodatkowe informacje                  |
| --------- | ------------------------------------- | ------------------------------ | ------------------------------------------------ | ------------------------------------- |
| 1982      | American Playhouse                    | matka                          | „Carl Sandburg: Echoes and Silences”             |                                       |
| 1983      | Kennedy                               | Jean Kennedy Smith             | 5 odcinków                                       |                                       |
| 1984      | 3-2-1 Contact                         | Kate                           | „Earth: Building Models”                         |                                       |
| 1985      | American Playhouse                    | Louise Mallard                 | „The Joy That Kills”                             |                                       |
| 1986      | Strefa mroku                          | Ellen Pendleton                | „The Library”                                    |                                       |
| 1986      | Newhart                               | Liz Sable                      | „Co-Hostess Twinkie”                             |                                       |
| 1986      | Posterunek przy Hill Street           | kobieta z Porsche              | „Falling from Grace”                             |                                       |
| 1987      | Remington Steele                      | Gladys Lynch                   | „Steele Hanging in There” (część 1)              |                                       |
| 1987      | Crime Story                           | pani Jankowski                 | „The Battle of Las Vegas”                        |                                       |
| 1989      | Great Performances                    | pani Gibbs                     | „Our Town”                                       |                                       |
| 1990      | Prawo i porządek                      | Elizabeth Hendrick             | „Prisoner of Love”                               |                                       |
| 1993      | Alex Haley’s Queen                    | pani Benson                    | 2 odcinki                                        |                                       |
| 1997      | Crisis Center                         | Marilyn                        | „The Center”                                     |                                       |
| 1998      | Cosby                                 | Elizabeth                      | „Judgement Day”                                  |                                       |
| 1999      | Prawo i porządek                      | Rosa Halasy                    | „Disciple”                                       |                                       |
| 2000      | Zakręcony                             | Beverly Rose                   | „The Pigeon”                                     |                                       |
| 2001–2005 | Sześć stóp pod ziemią                 | Ruth Fisher                    | 63 odcinki                                       |                                       |
| 2004      | Opowieści z Kręciołkowa               | weterynarz                     | „Florcia jest smutna”                            | dubbing                               |
| 2007–2008 | Ostry dyżur                           | Becky Riley                    | 2 odcinki                                        |                                       |
| 2008      | Gotowe na wszystko                    | Virginia Hildebrand            | 3 odcinki                                        |                                       |
| 2009–2014 | Jak poznałem waszą matkę              | Loretta Stinson                | 9 odcinków                                       |                                       |
| 2010      | Bez skazy                             | Jane Fields                    | „Sheila Carlton”                                 |                                       |
| 2010      | Happy Town                            | Peggy Haplin                   | 7 odcinków                                       |                                       |
| 2010–2013 | Scooby Doo i Brygada Detektywów       | Angie Dinkley                  | 15 odcinków                                      | dubbing                               |
| 2010      | Chirurdzy                             | Eleanor                        | „Nie wygrasz z biologią”                         |                                       |
| 2011      | Mentalista                            | Elspeth                        | „The Red Mile”                                   |                                       |
| 2011      | Wszystkie wcielenia Tary              | Sandy Gregson                  | 2 odcinki                                        |                                       |
| 2011      | Miłość w wielkim mieście              | Faye Strathmore                | „Chlebek bananowy”                               |                                       |
| 2011      | American Horror Story: Murder House   | Moira O’Hara                   | 11 odcinków                                      | pierwszy sezon American Horror Story  |
| 2012–2013 | American Horror Story: Asylum         | Shachath                       | 5 odcinków                                       | drugi sezon American Horror Story     |
| 2013      | Bananowy doktor                       | Blythe Ballard                 | 6 odcinków                                       |                                       |
| 2013–2014 | American Horror Story: Sabat          | Myrtle Snow                    | 10 odcinków                                      | trzeci sezon American Horror Story    |
| 2014      | American Horror Story: Freak Show     | Gloria Mott                    | 8 odcinków                                       | czwarty sezon American Horror Story   |
| 2015      | Married                               | Janice                         | „Thanksgiving”                                   |                                       |
| 2015–2017 | Bez zobowiązań                        | Dawn                           | 10 odcinków                                      |                                       |
| 2015      | Jak zdrówko?                          | Alice Marvel                   | „No, I Don’t Want a Fucking Smiley Face”         |                                       |
| 2016      | The Real O’Neals                      | Agnes                          | „The Real Grandma”                               |                                       |
| 2016      | American Horror Story: Roanoke        | Mama Polk                      | „Rozdział 5”                                     | szósty sezon American Horror Story    |
| 2017      | Między nami, misiami                  | Faye                           | „Sąsiedzi”                                       | dubbing                               |
| 2017      | Mgła                                  | Nathalie Raven                 | 10 odcinków                                      |                                       |
| 2017      | American Horror Story: Kult           | Bebe Babbitt                   | 2 odcinki                                        | siódmy sezon American Horror Story    |
| 2018      | Młody Sheldon                         | Flora Douglas                  | „An Eagle Feather, a String Bean, and an Eskimo” |                                       |
| 2018–2019 | Bogaci bankruci                       | Lottie Dottie Da               | 5 odcinków                                       |                                       |
| 2018–2019 | Castle Rock                           | Martha Lacy                    | 3 odcinki                                        |                                       |
| 2018      | American Horror Story: Apokalipsa     | Myrtle SnowMoira O’Hara        | 7 odcinków                                       | ósmy sezon American Horror Story      |
| 2020–2022 | Już nie żyjesz                        | Eileen Wood                    | 5 odcinków                                       |                                       |
| 2020–2021 | Obóz na wyspie                        | pani Clarinetgłówny patrol elf | 3 odcinki                                        | dubbing                               |
| 2021      | American Horror Story: Podwójny seans | Sarah Cunningham / Belle Noir  | 6 odcinków                                       | dziesiąty sezon American Horror Story |

## Nagrody i nominacje (wybrane)
| Plebiscyt                         | Rok  | Kategoria                                                            | Nominowana twórczość                | Rezultat  |       |
| --------------------------------- | ---- | -------------------------------------------------------------------- | ----------------------------------- | --------- | ----- |
| Nagrody Gildii Aktorów Ekranowych | 2002 | Najlepszy występ zespołu aktorskiego w serialu dramatycznym          | Sześć stóp pod ziemią               | Nominacja | [ 1 ] |
| Nagrody Gildii Aktorów Ekranowych | 2003 | Najlepszy występ zespołu aktorskiego w serialu dramatycznym          | Sześć stóp pod ziemią               | Wygrana   | [ 1 ] |
| Nagrody Gildii Aktorów Ekranowych | 2004 | Najlepszy występ aktorki w serialu dramatycznym                      | Sześć stóp pod ziemią               | Wygrana   | [ 1 ] |
| Nagrody Gildii Aktorów Ekranowych | 2004 | Najlepszy występ zespołu aktorskiego w serialu dramatycznym          | Sześć stóp pod ziemią               | Wygrana   | [ 1 ] |
| Nagrody Gildii Aktorów Ekranowych | 2005 | Najlepszy występ zespołu aktorskiego w serialu dramatycznym          | Sześć stóp pod ziemią               | Nominacja | [ 1 ] |
| Nagrody Gildii Aktorów Ekranowych | 2006 | Najlepszy występ zespołu aktorskiego w serialu dramatycznym          | Sześć stóp pod ziemią               | Nominacja | [ 1 ] |
| Primetime Emmy                    | 2002 | Najlepsza aktorka pierwszoplanowa w serialu dramatycznym             | Sześć stóp pod ziemią               | Nominacja | [ 2 ] |
| Primetime Emmy                    | 2003 | Najlepsza aktorka pierwszoplanowa w serialu dramatycznym             | Sześć stóp pod ziemią               | Nominacja | [ 2 ] |
| Primetime Emmy                    | 2005 | Najlepsza aktorka pierwszoplanowa w serialu dramatycznym             | Sześć stóp pod ziemią               | Nominacja | [ 2 ] |
| Primetime Emmy                    | 2006 | Najlepsza aktorka pierwszoplanowa w serialu dramatycznym             | Sześć stóp pod ziemią               | Nominacja | [ 2 ] |
| Primetime Emmy                    | 2012 | Najlepsza aktorka drugoplanowa w miniserialu lub filmie telewizyjnym | American Horror Story: Murder House | Nominacja | [ 2 ] |
| Primetime Emmy                    | 2014 | Najlepsza aktorka drugoplanowa w miniserialu lub filmie telewizyjnym | American Horror Story: Sabat        | Nominacja | [ 2 ] |
| Tony                              | 2000 | Najlepsza aktorka drugoplanowa w sztuce                              | The Ride Down Mt. Morgan            | Nominacja | [ 3 ] |
| Złote Globy                       | 2004 | Najlepsza aktorka w serialu dramatycznym                             | Sześć stóp pod ziemią               | Wygrana   | [ 4 ] |